# Cinnyricinclus leucogaster
Cinnyricinclus leucogaster là một loài chim trong họ Sturnidae.

## Hình ảnh

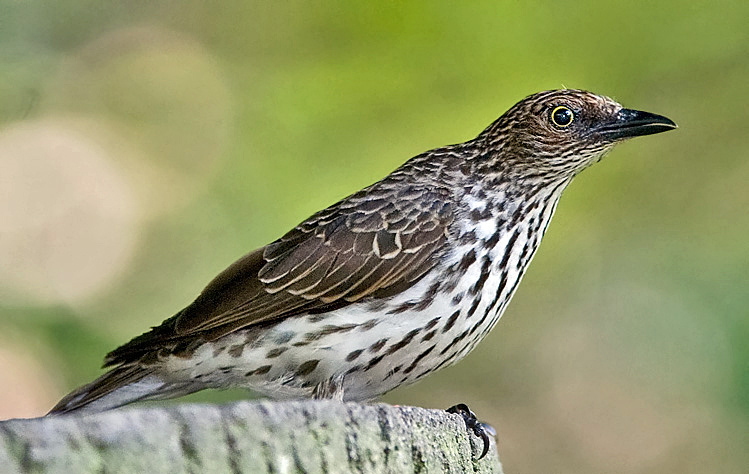
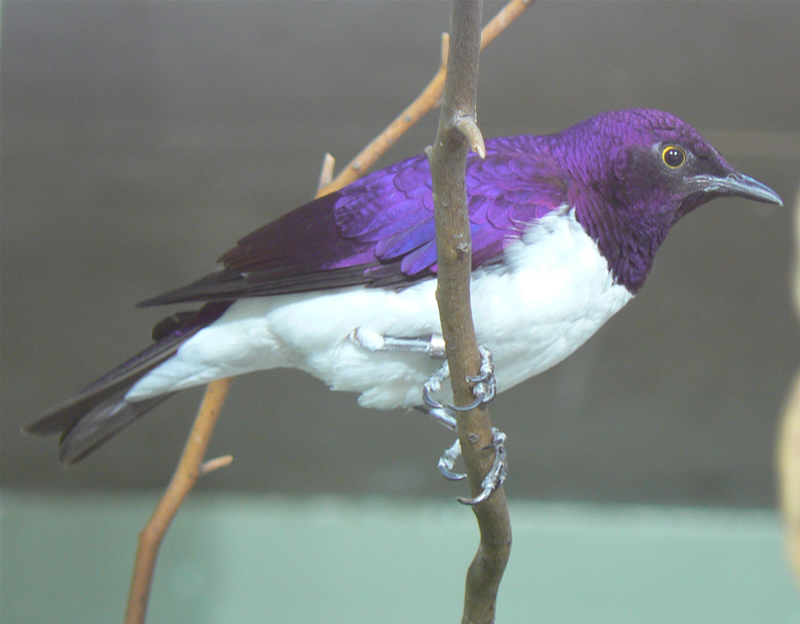
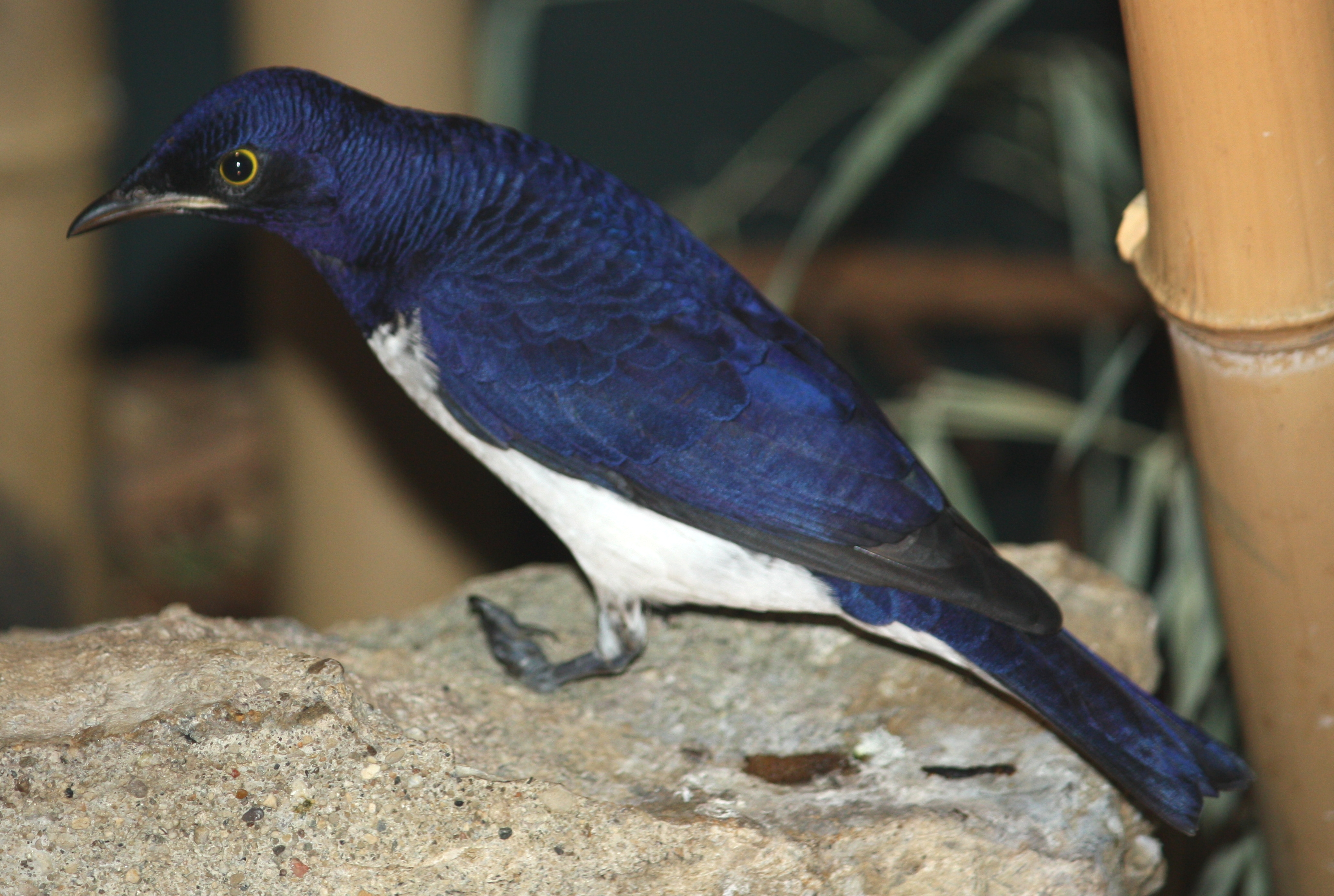
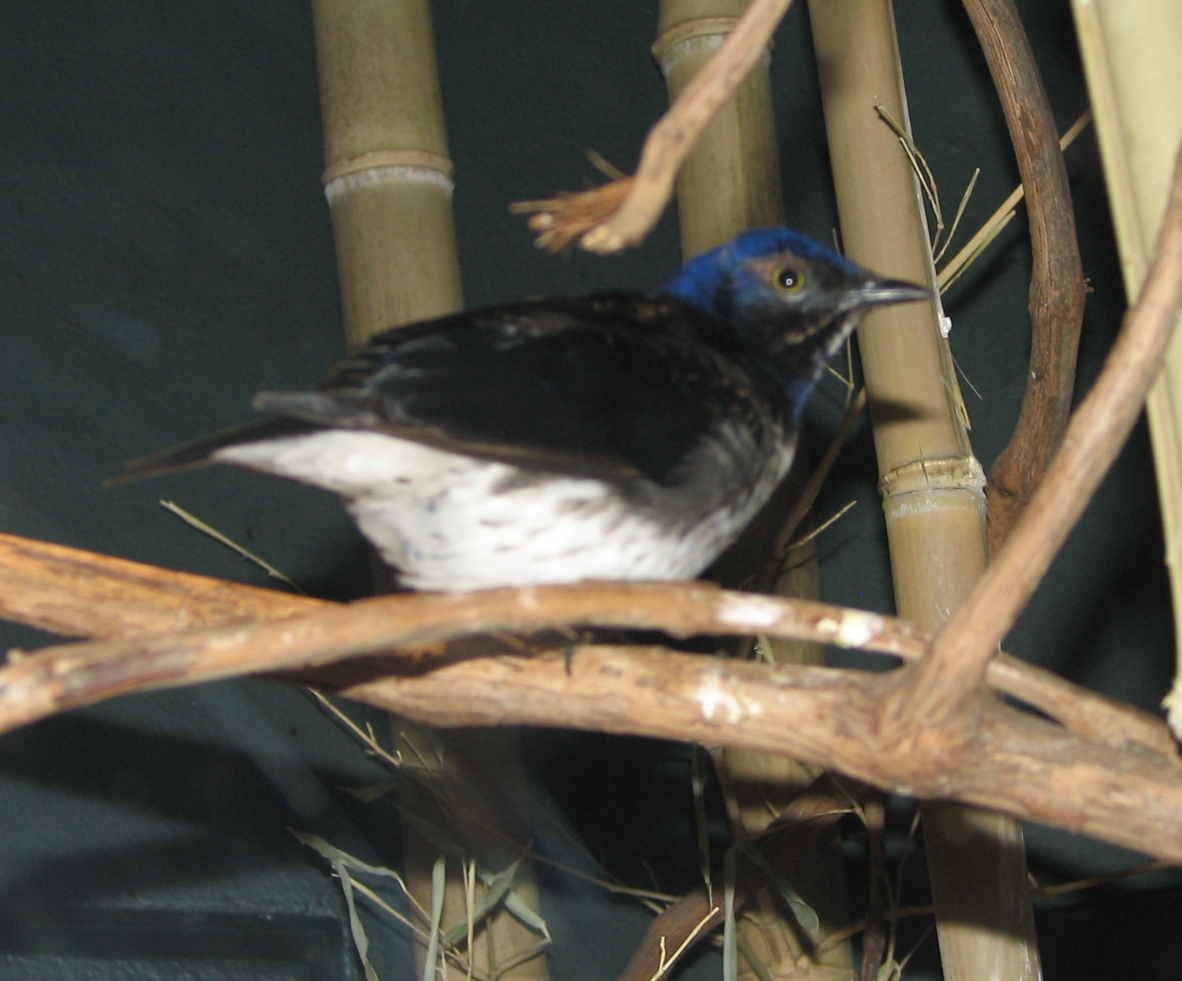